# Chabad on Campus International Foundation
La Chabad on Campus International Foundation è la sezione universitaria del movimento Chabad Lubavitch. Ha filiali in 130 università statunitensi e oltre 200 centri in tutto il mondo.
La Fondazione Chabad on campus assiste i centri universitari Chabad sparsi in tutto il mondo. L'assistenza include supporto logistico e formazione del personale, come anche la programmazione centralizzata di ritiri per studenti e le Shabbatone ("maratone dello Shabbat") nazionali. La Fondazione assegna anche borse di studio per incoraggiare la programmazione creativa locale.
La prima Chabad House in un campus universitario è stata la "Casa Chabad UCLA", iniziata presso la UCLA nel 1969.  Dal 2001 la presenza Chabad nei campus universitari si è triplicata (78 nuovi centri).